# باول أوت كاروث
باول أوت كاروث (بالإنجليزية: Paul Ott Carruth)‏ هو لاعب كرة قدم أمريكية أمريكي، ولد في 22 يوليو 1961.